# Kloster São Gonçalo (Amarante)

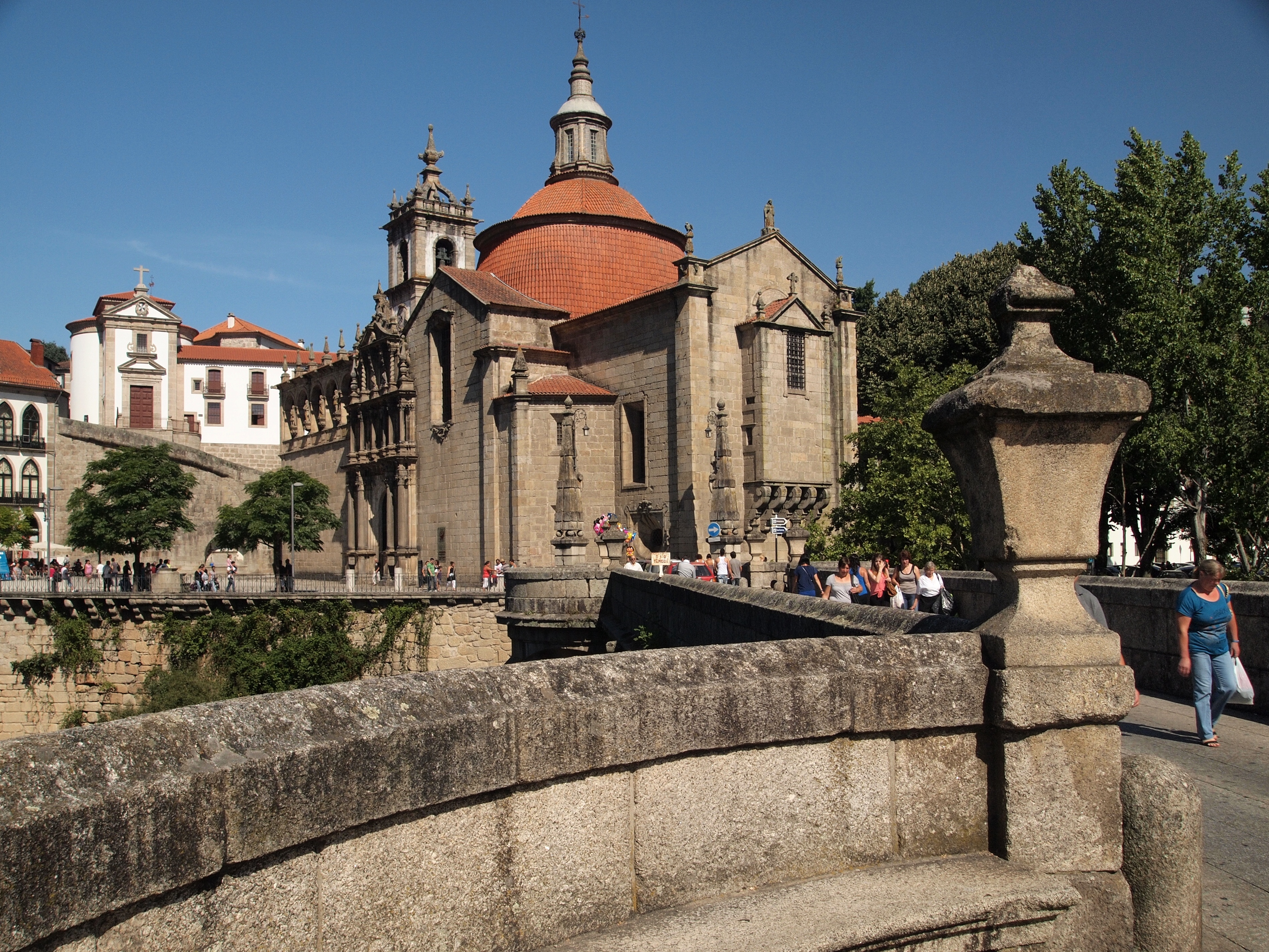
Kloster São Gonçalo

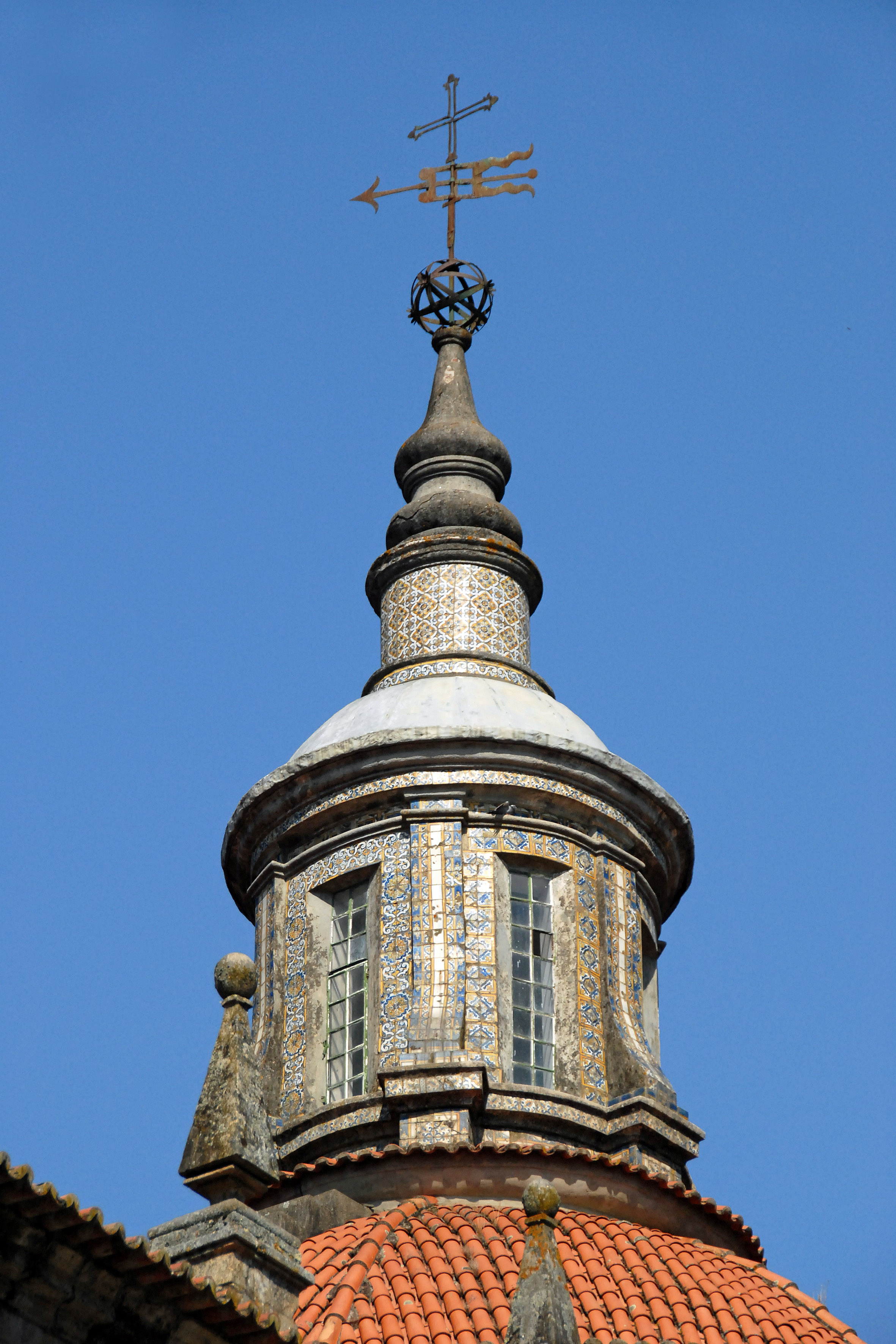
Laterne über der Vierungskuppel

Das Kloster São Gonçalo in Amarante im Distrikt Porto in Nordportugal wurde im 16. Jahrhundert als Dominikanerkloster errichtet. Es ist dem seligen Gonçalo von Amarante geweiht, dem Schutzpatron der Stadt, der dort um 1260 gestorben ist. In einem Teil der ehemaligen Klostergebäude sind heute das Rathaus (Câmara Municipal) und ein Museum (Museu Municipal Amadeu de Souza-Cardoso), benannt nach dem Maler Amadeo de Souza-Cardoso (1887–1918), untergebracht. Aus der Zeit der frühen Renaissance sind neben dem Portal und der Königsloge die Sakristei und ein zweistöckiger Kreuzgang erhalten. Das Langhaus der Kirche wurde im 18. Jahrhundert barock umgestaltet. 1910 wurde das Kloster zum Monumento Nacional erklärt.

## Geschichte
Das Kloster wurde im Jahr 1540 vom portugiesischen König Johann III. und dessen Gemahlin Katharina von Kastilien gegründet und an der Stelle einer Kapelle, die bereits São Gonçalo geweiht war, errichtet. Die ersten Bauten entstanden zwischen 1545 und 1554.

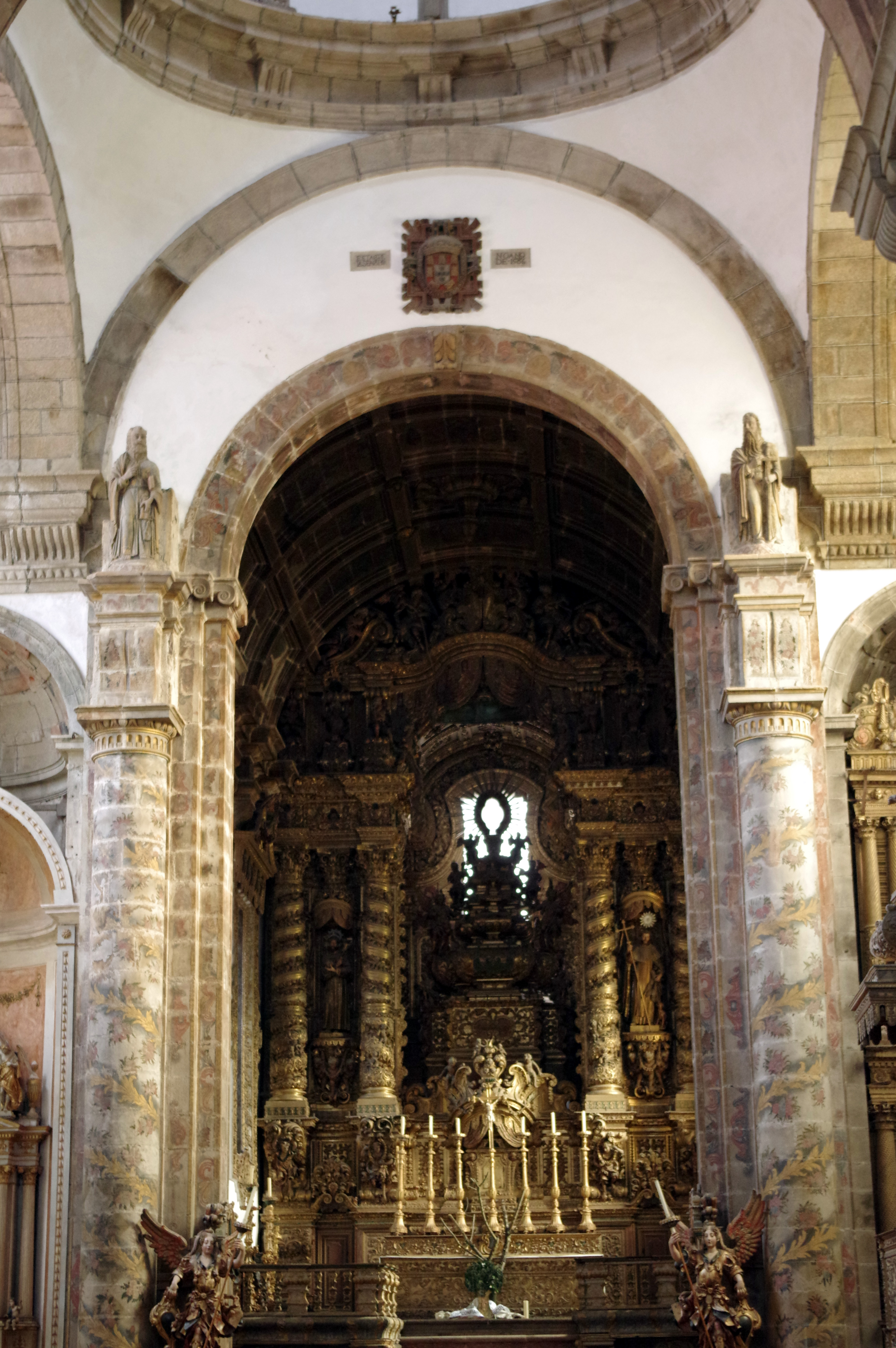
Hauptaltar

## Kirche

### Innenraum
Das Langhaus ist einschiffig und in drei Joche gegliedert. Es wird von einem Tonnengewölbe mit Kassetten in Trompe-l’œil gedeckt. Die Seitenkapellen sind tief eingeschnitten und mit Durchgängen miteinander verbunden. 
Die Apsis wird von einer kassettierten Tonne gedeckt. Sie ist über einer Krypta errichtet, in der auf beiden Seiten eine Kapelle eingerichtet ist. In der linken Kapelle werden die sterblichen Überreste des Gonçalo von Amarante verehrt. 
Die Vierung wird von einer Kuppel mit Laterne überspannt, deren Außenwände mit Azulejos aus dem 16. Jahrhundert verkleidet sind.

### Sakristei und Vorraum

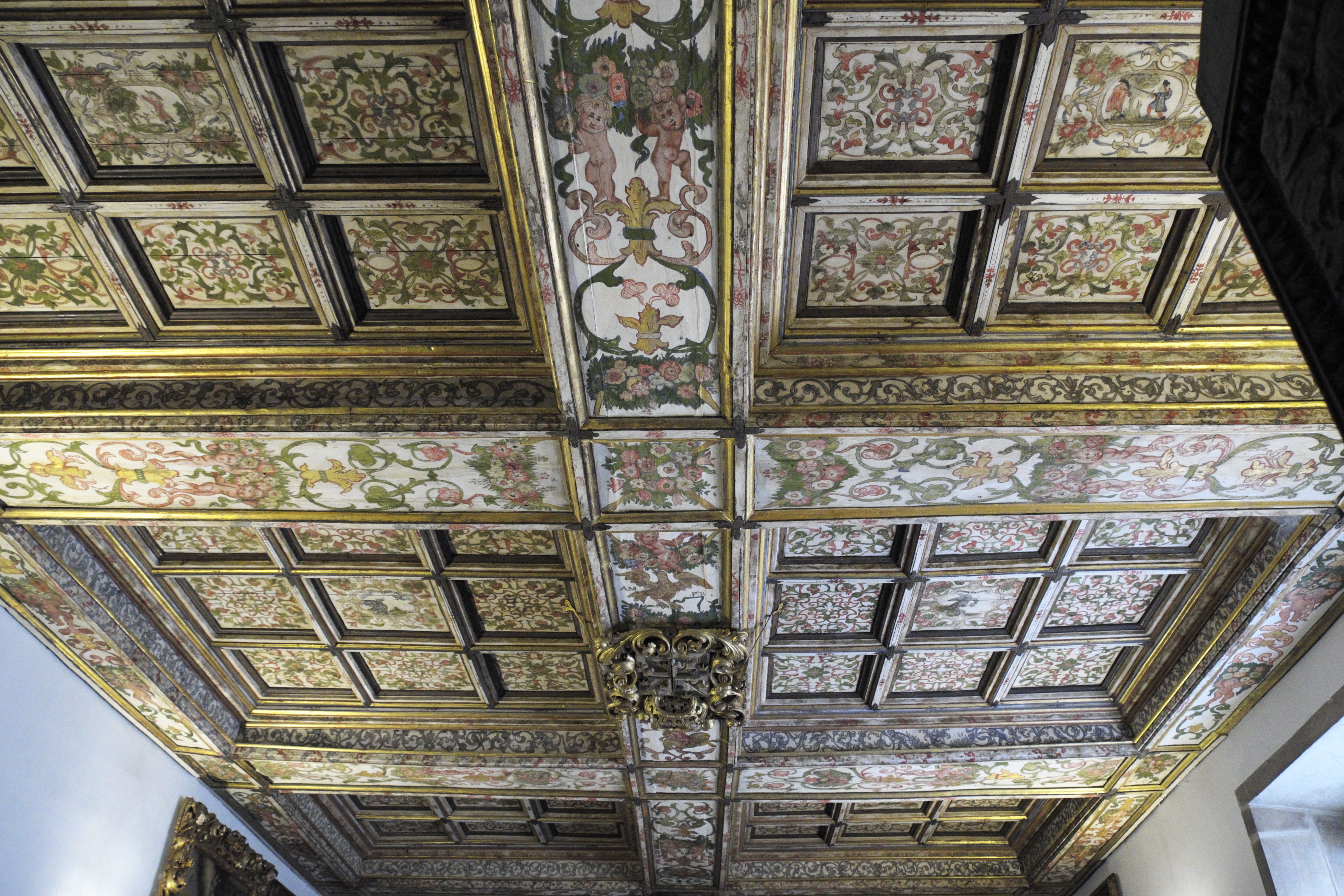
Kassettendecke der Sakristei

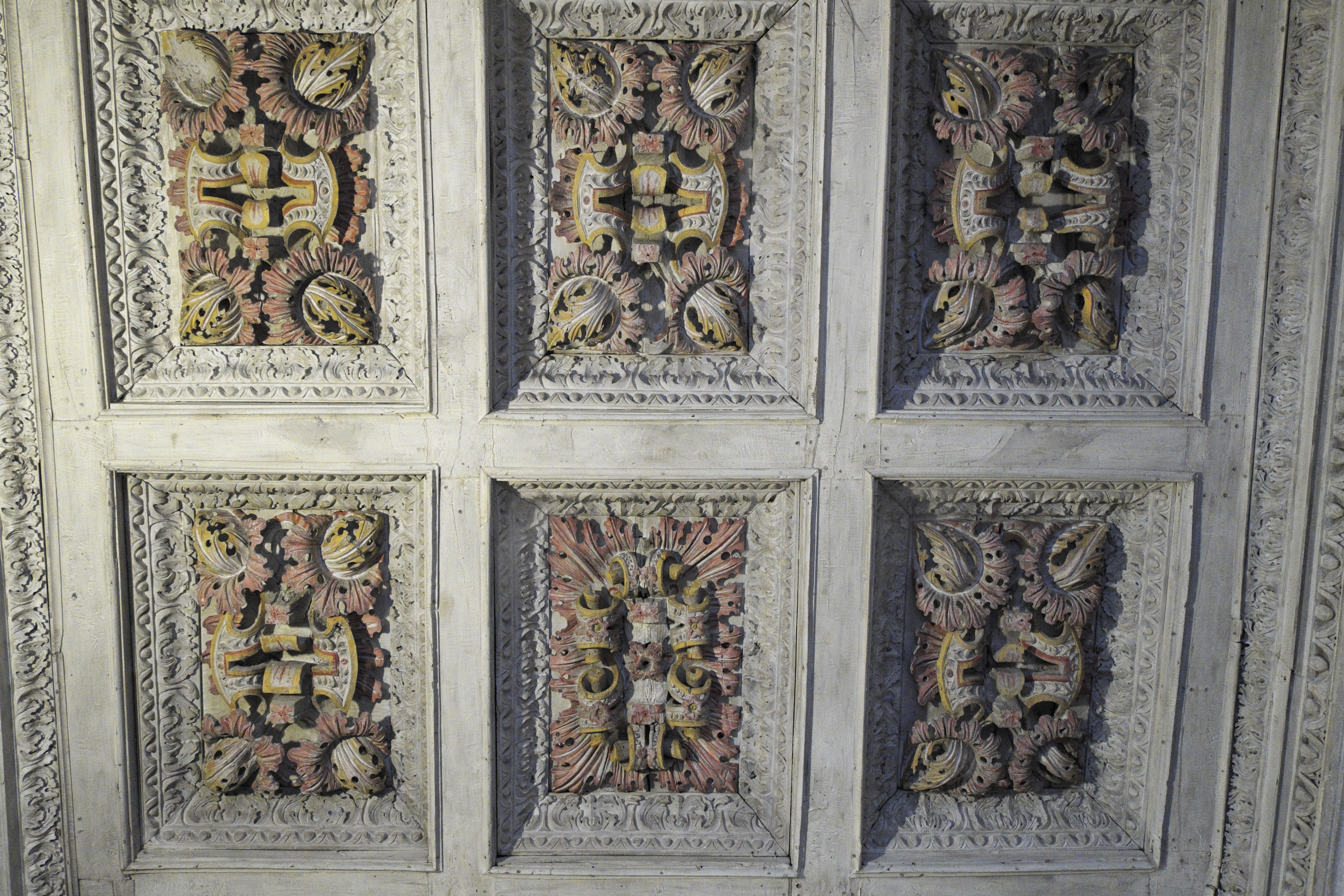
Kassettendecke des Vorraums

In die Südwand des Vorraums zur Sakristei ist ein großes Waschbecken integriert. Der Ausguss wird umrahmt von einem Medaillon mit Totenkopf, seitlich sieht man zwei Engelsköpfe. Der Vorraum ist wie die Sakristei mit einer holzgeschnitzten  Kassettendecke ausgestattet. Im Vorraum sind die Felder der Kassetten aufwändig mit Blattwerk geschnitzt, in der Mitte ist das Wappen der Dominikaner dargestellt. In der Sakristei sind die Felder der Kassetten mit Putti, Blumen, Blatt- und Rankenwerk bemalt. Einige Felder weisen emblematische Darstellungen auf. Auch hier prangt im Zentrum der Decke das geschnitzte Lilienkreuz der Dominikaner.

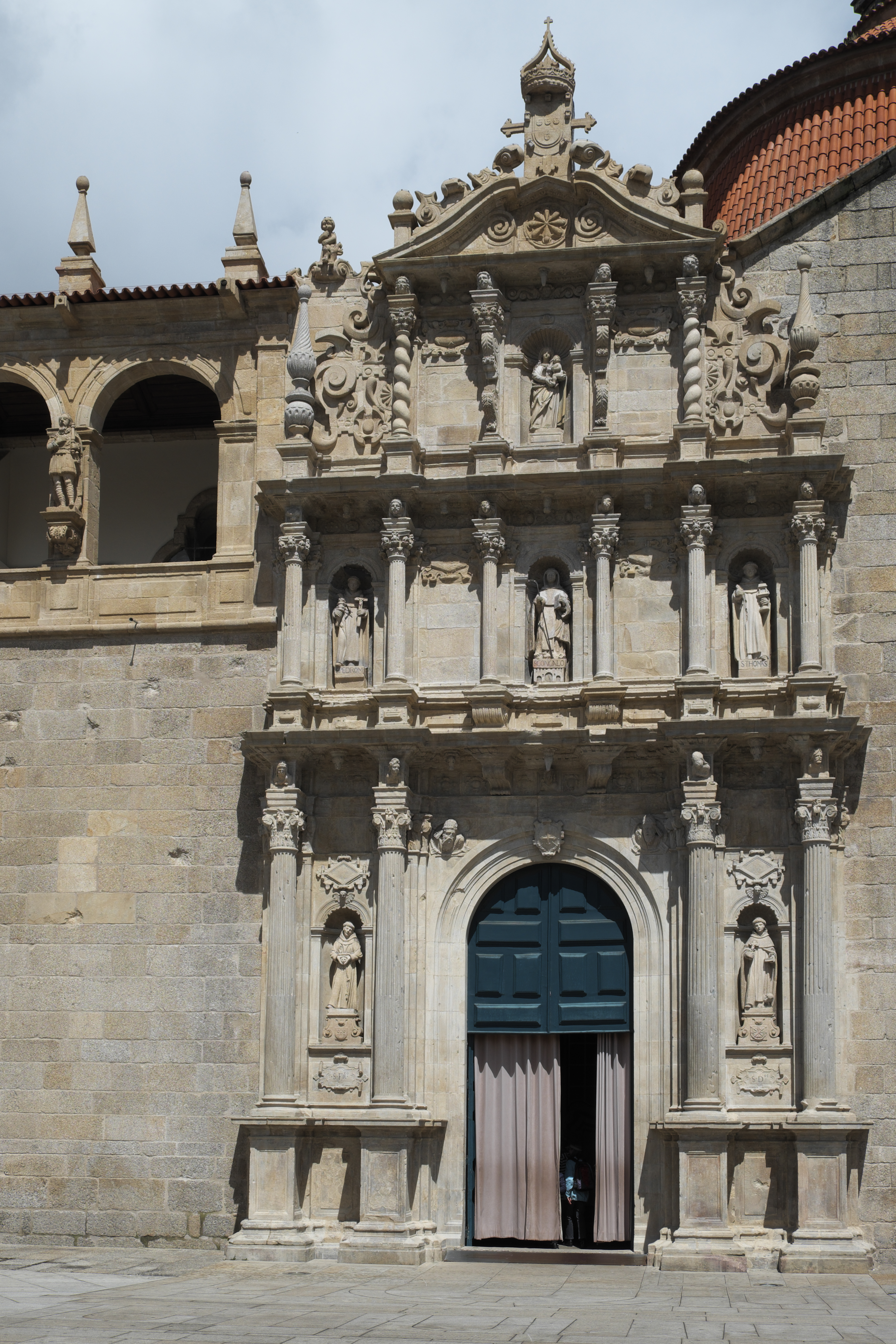
Portal

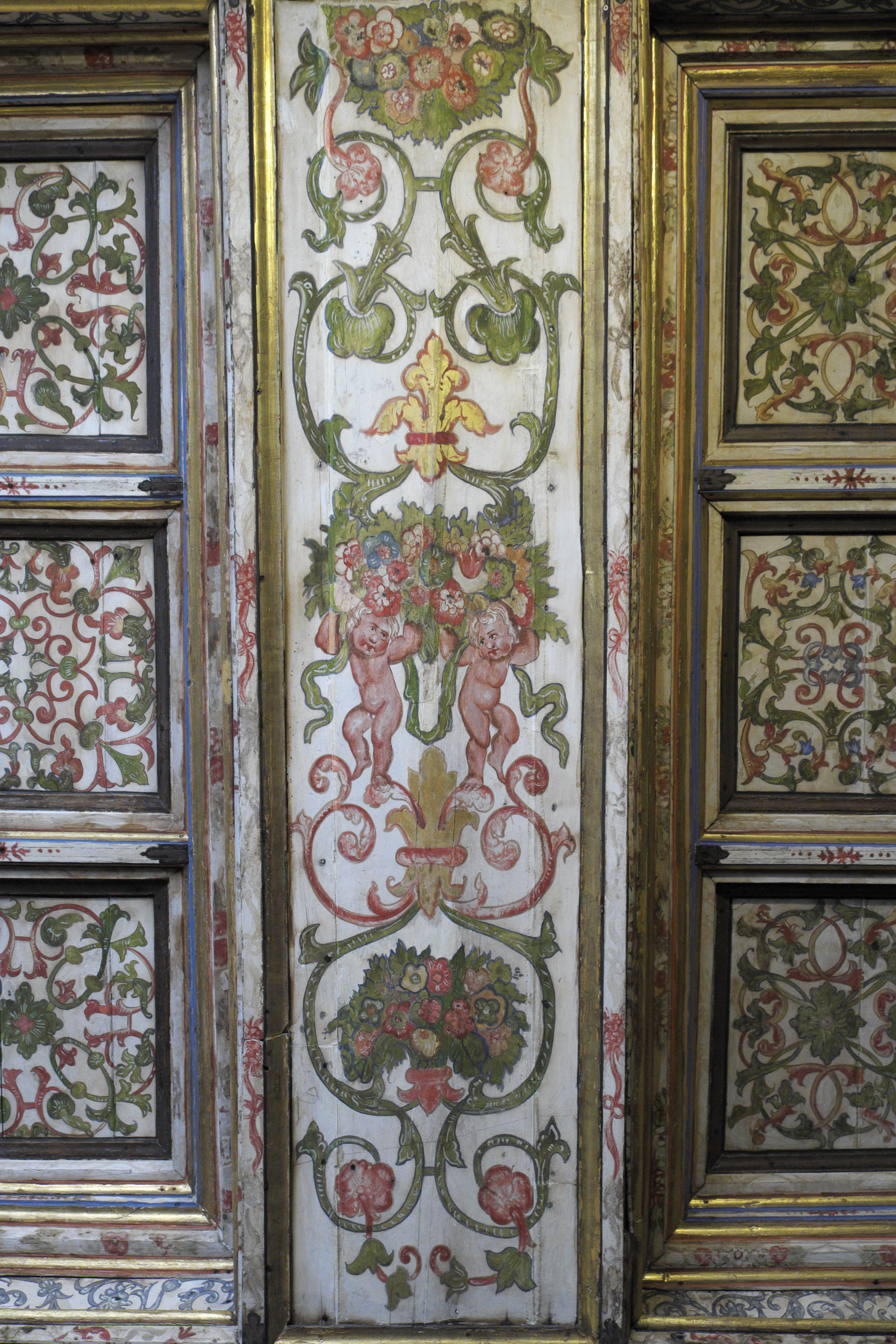
Kassettendecke mit Bemalung
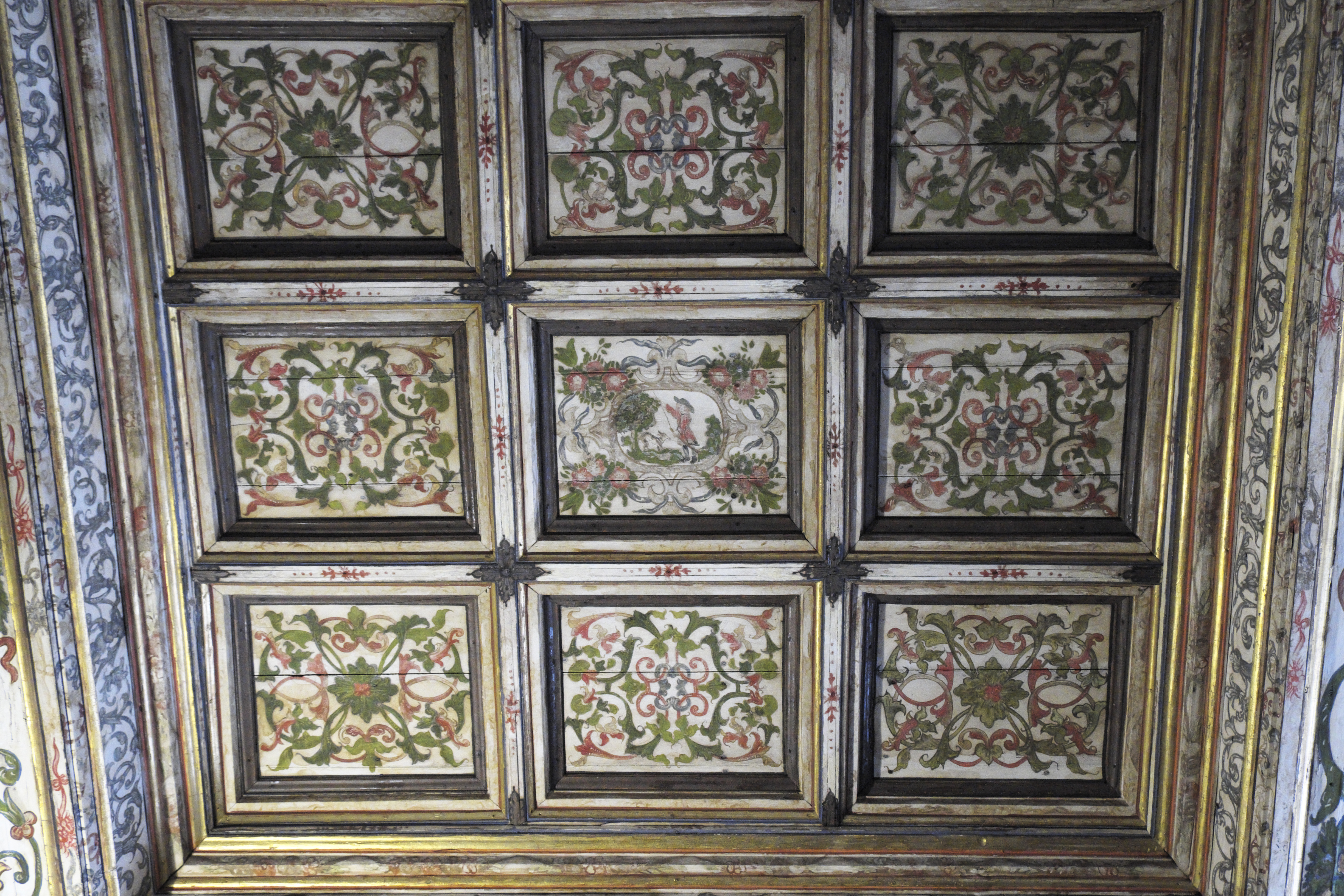
Kassettendecke mit Bemalung
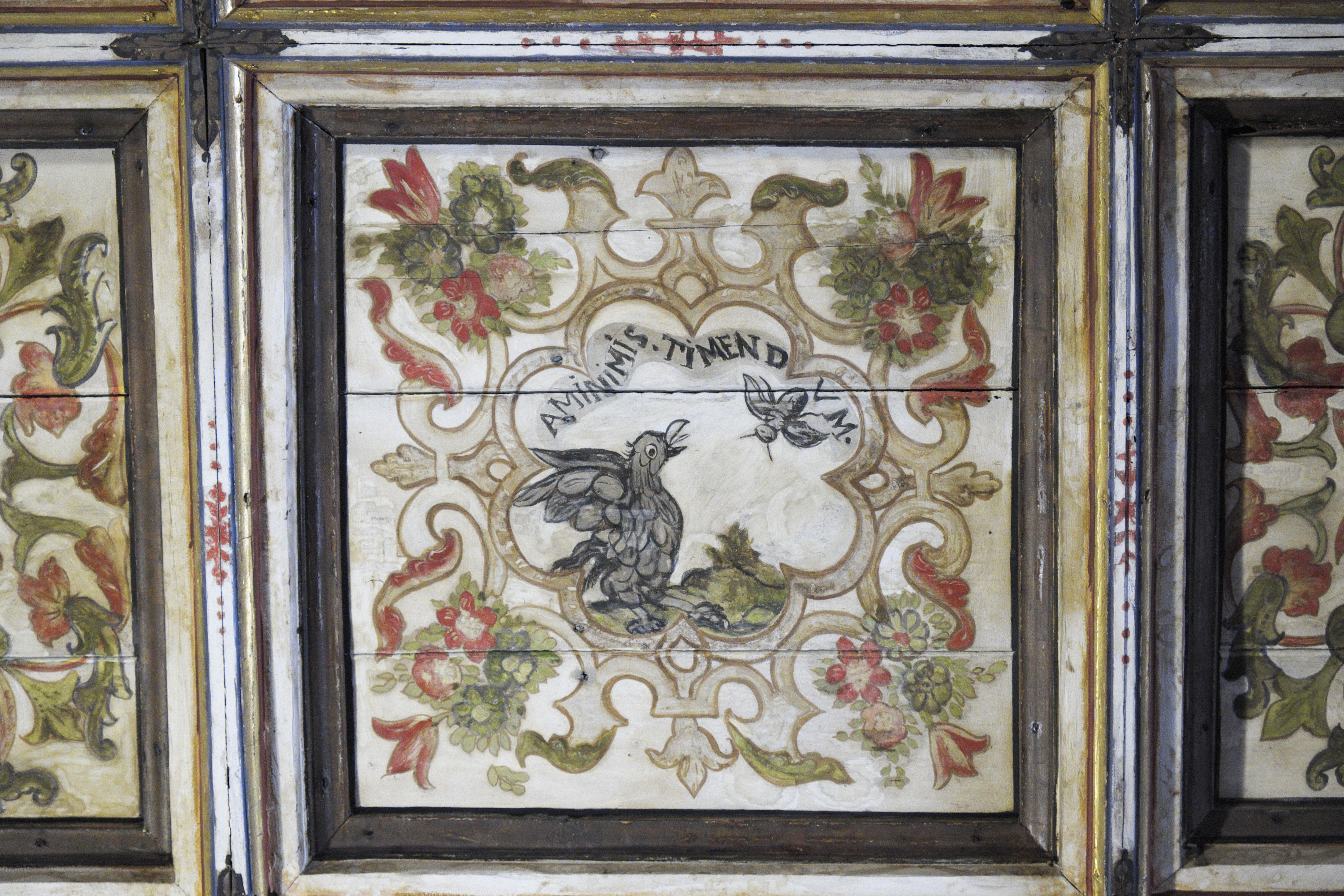
Kassettendecke mit Bemalung
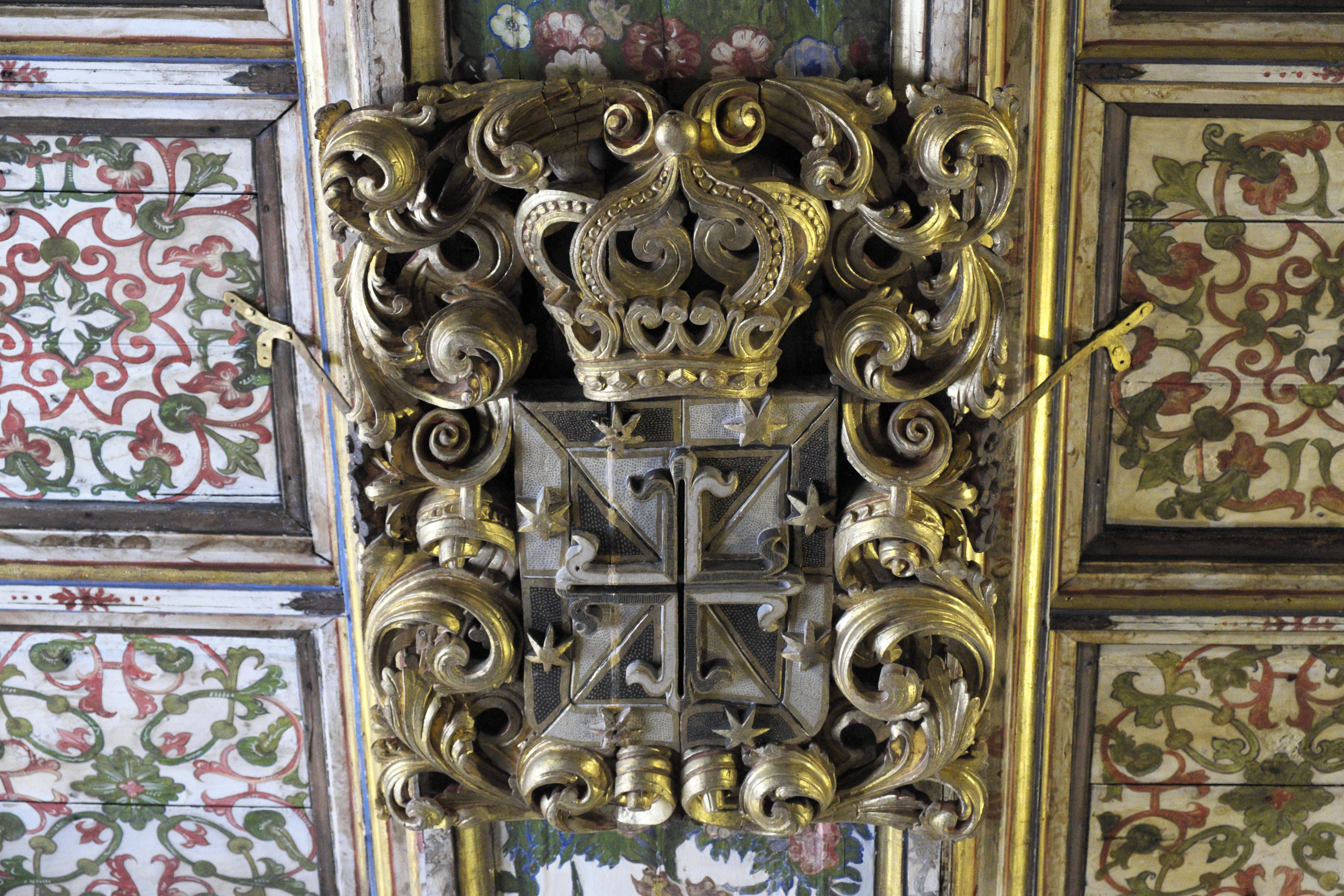
Lilienkreuz der Dominikaner

### Portal
Das Portal an der Südseite ist in eine monumentale, in drei Ebenen gegliederte Fassade eingebettet, die vom Lilienkreuz der Dominikaner bekrönt wird. In der unteren Ebene öffnet sich das rundbogige Portal, auf beiden Seiten eingerahmt von zwei kannelierten Säulen mit korinthischen Kapitellen. Zwischen den Säulen steht auf der linken Seite der heilige Franziskus und auf der rechten Seite der heilige Dominikus. Auf der Höhe der Kapitelle sieht man zu beiden Seiten des Portalbogens die Köpfe der biblischen Könige Salomon und David herausragen. Ein Gebälk, das von Konsolen und den Kämpfern über den Kapitellen der Säulen getragen wird, trennt die untere von der mittleren Ebene. Sie wird von sechs Säulen gegliedert, in drei Nischen stehen die Figuren bedeutender Dominikaner: links Petrus von Verona, auch Petrus der Märtyrer genannt, rechts Thomas von Aquin und in der Mitte der Schutzpatron Gonçalo. Auf der oberen Ebene rahmen gedrehte Säulen und ausladende Konsolen eine Rosenkranzmadonna mt Kind. Auf den Konsolen liegen – wie auf sämtlichen Säulen der Fassade – profilierte Kämpfer, die mit Köpfen skulptiert sind.

### Königsloge

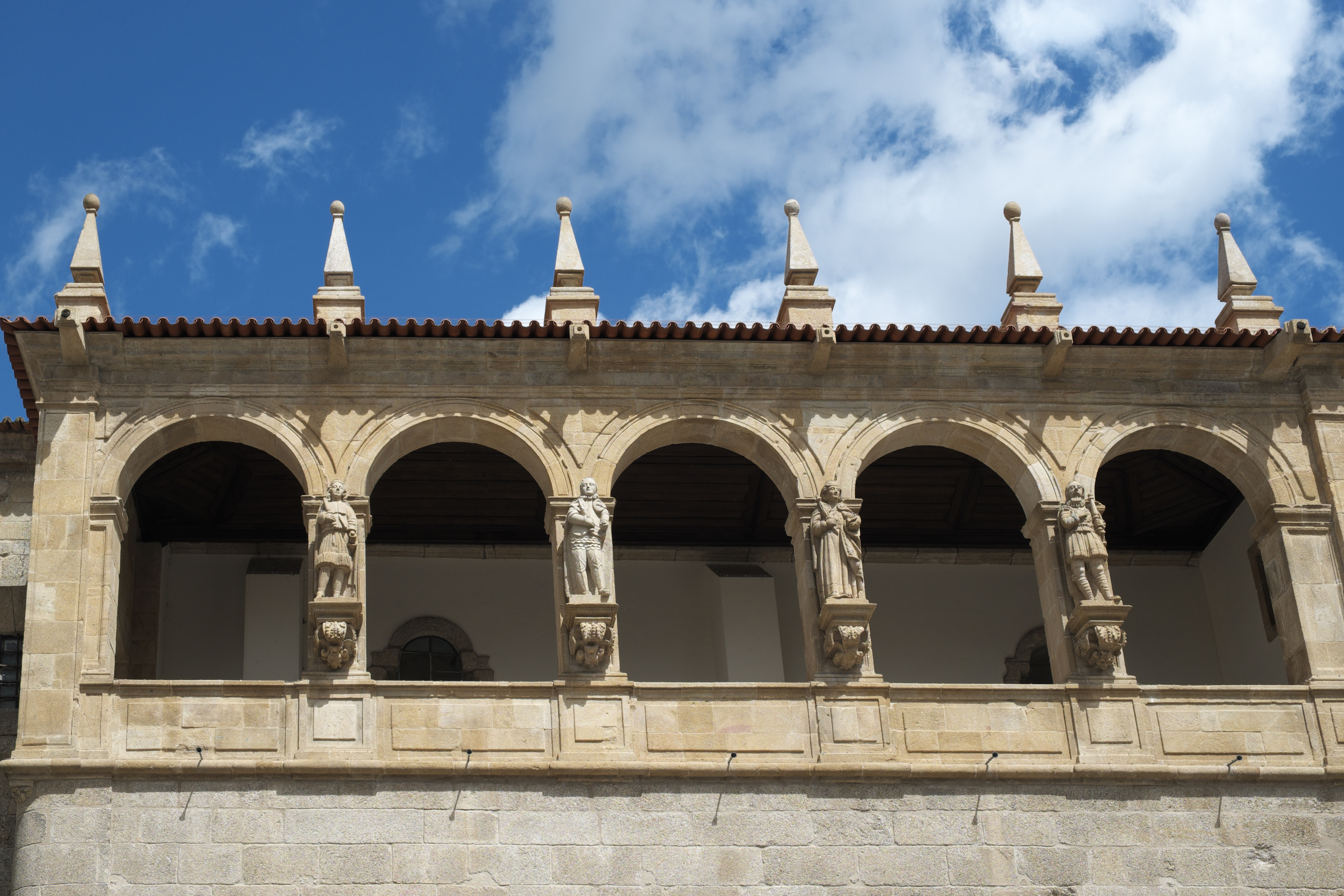
Königsloge

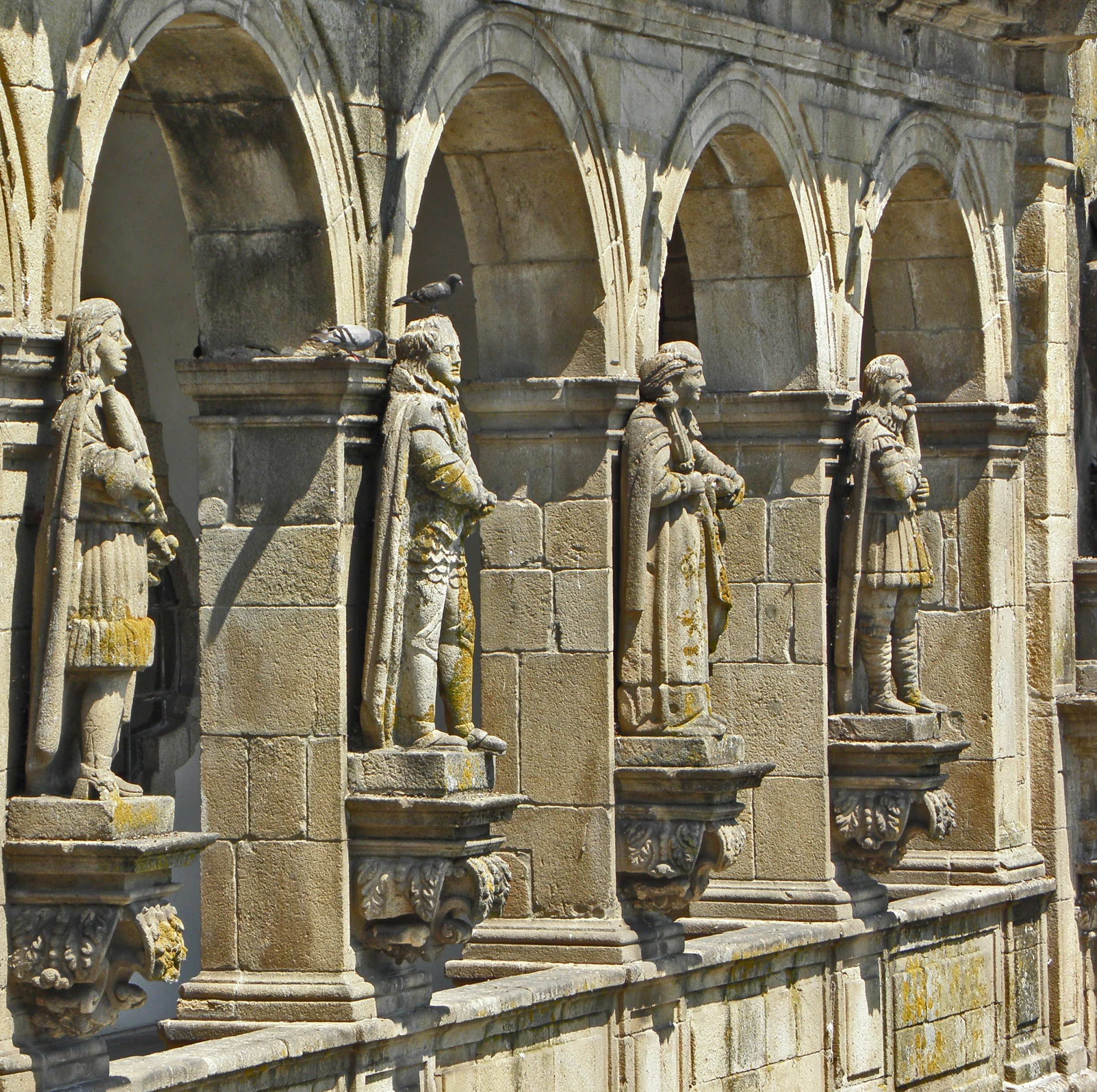
Königsloge

Die offene Galerie an der Südfassade neben dem prächtigen Portal wird als Königsloge bezeichnet. Bei den vier Figuren an den Mittelpfeilern der Arkaden handelt es sich nach den Beschreibungen der portugiesischen Denkmaldatenbank SIPA und der portugiesischen Denkmalbehörde DGPC um die portugiesischen Könige Johann III., Sebastian I., den „Kardinalkönig“ Heinrich I., und den spanischen König Philipp II., der von 1580 bis 1598 als Philipp I. König von Portugal war. Die dritte Figur von links stellt jedoch eine Frau dar, vermutlich die Mitgründerin des Klosters, Katharina von Kastilien, die Gemahlin Johanns III. von Portugal. Das Dach der Galerie ist mit von Kugeln bekrönten Zierobelisken besetzt.

## Kreuzgang

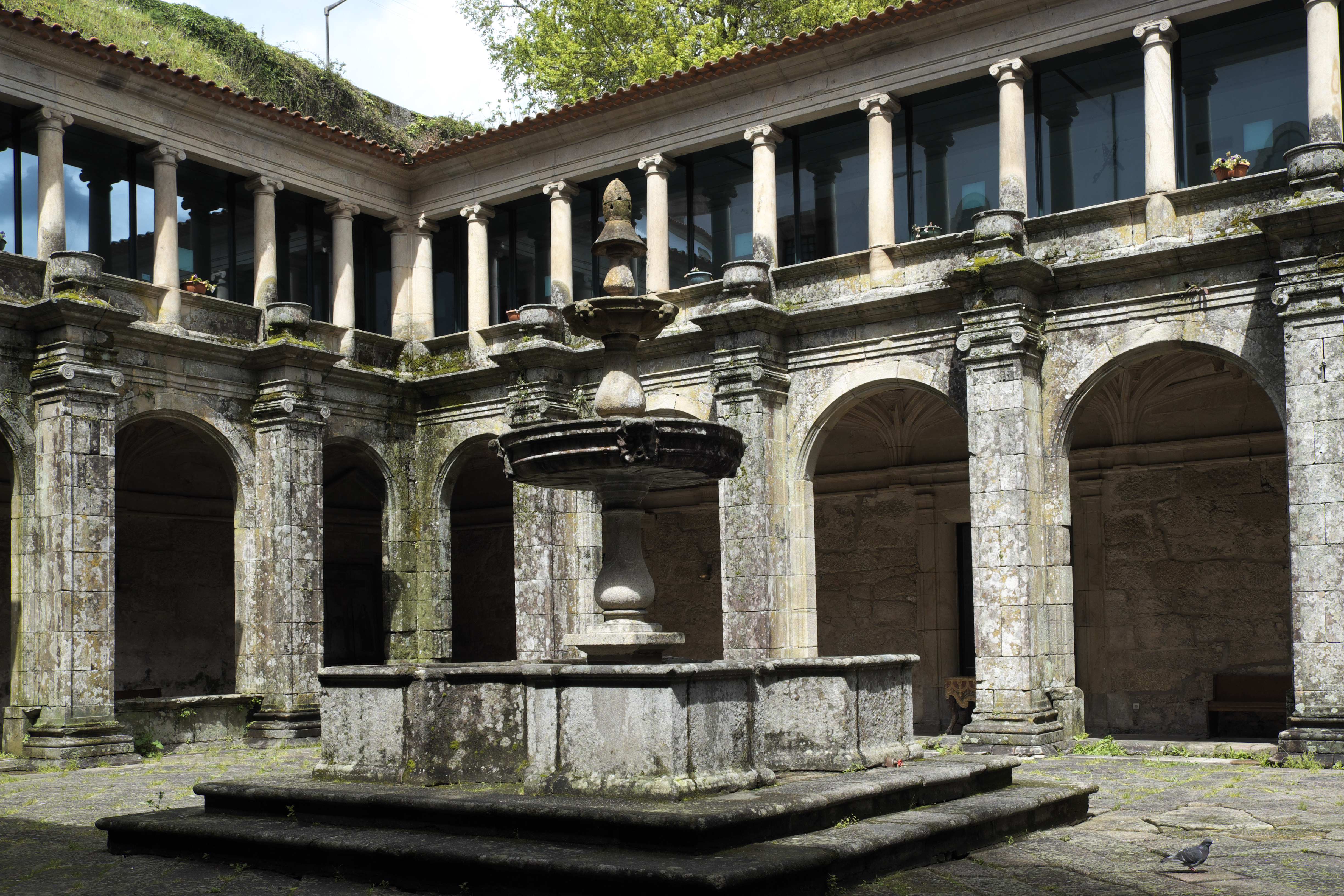
Kreuzgang Claustro Velho

Der sogenannte Claustro Velho, der ältere Kreuzgang, ist zweistöckig und besitzt im Erdgeschoss Rundbogenarkaden, deren Mittelpfosten durch Pfeiler mit ionischen Kapitellen verstärkt werden. Das obere Stockwerk wird durch Säulen gegliedert, die ebenfalls mit ionischen Kapitellen versehen sind. Der zweite, größere Kreuzgang, Claustro Maior, wurde verändert und gehört heute zum Rathaus und zum Museu Municipal Amadeu de Souza-Cardoso.

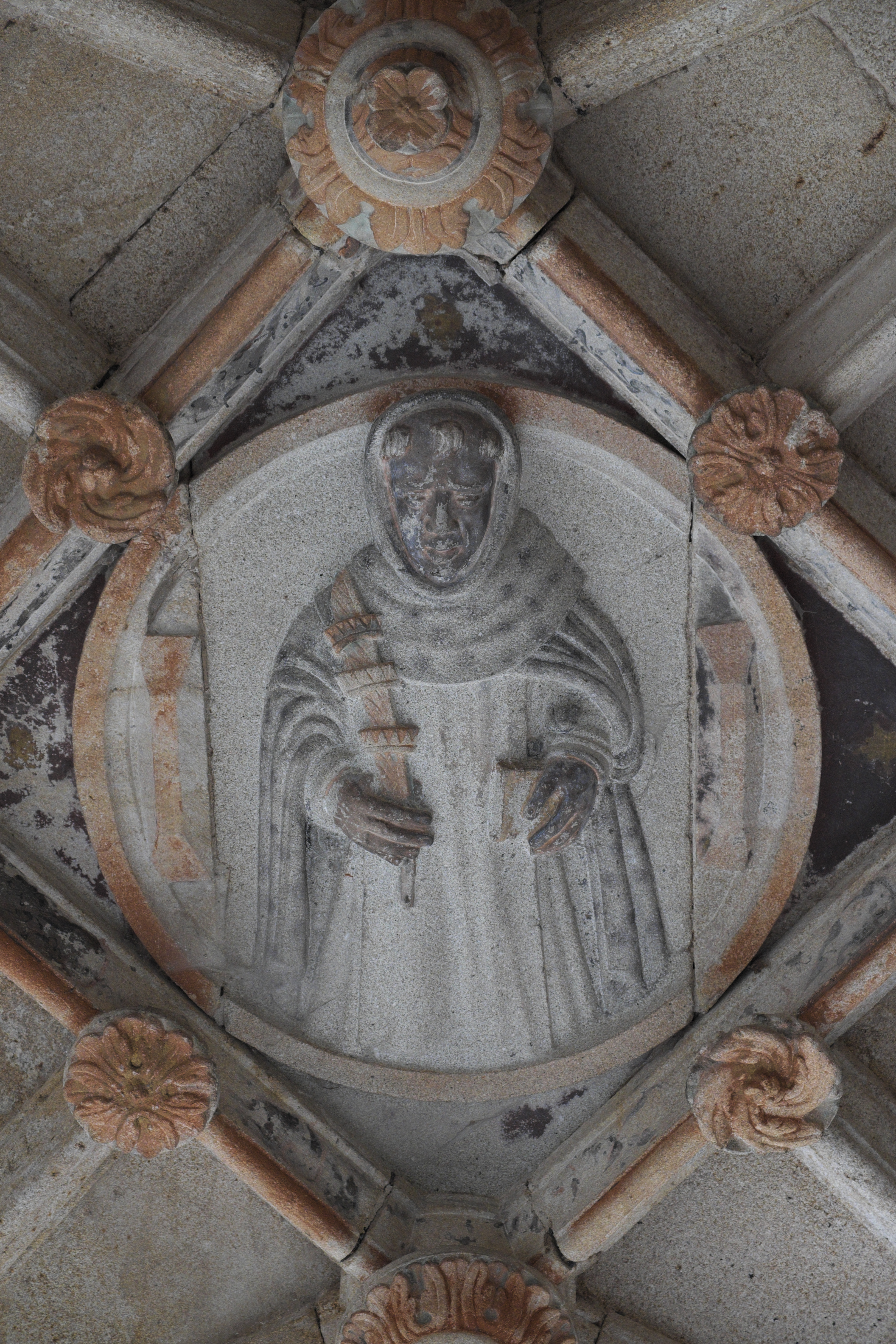
Relief an der Decke des Kreuzgangs
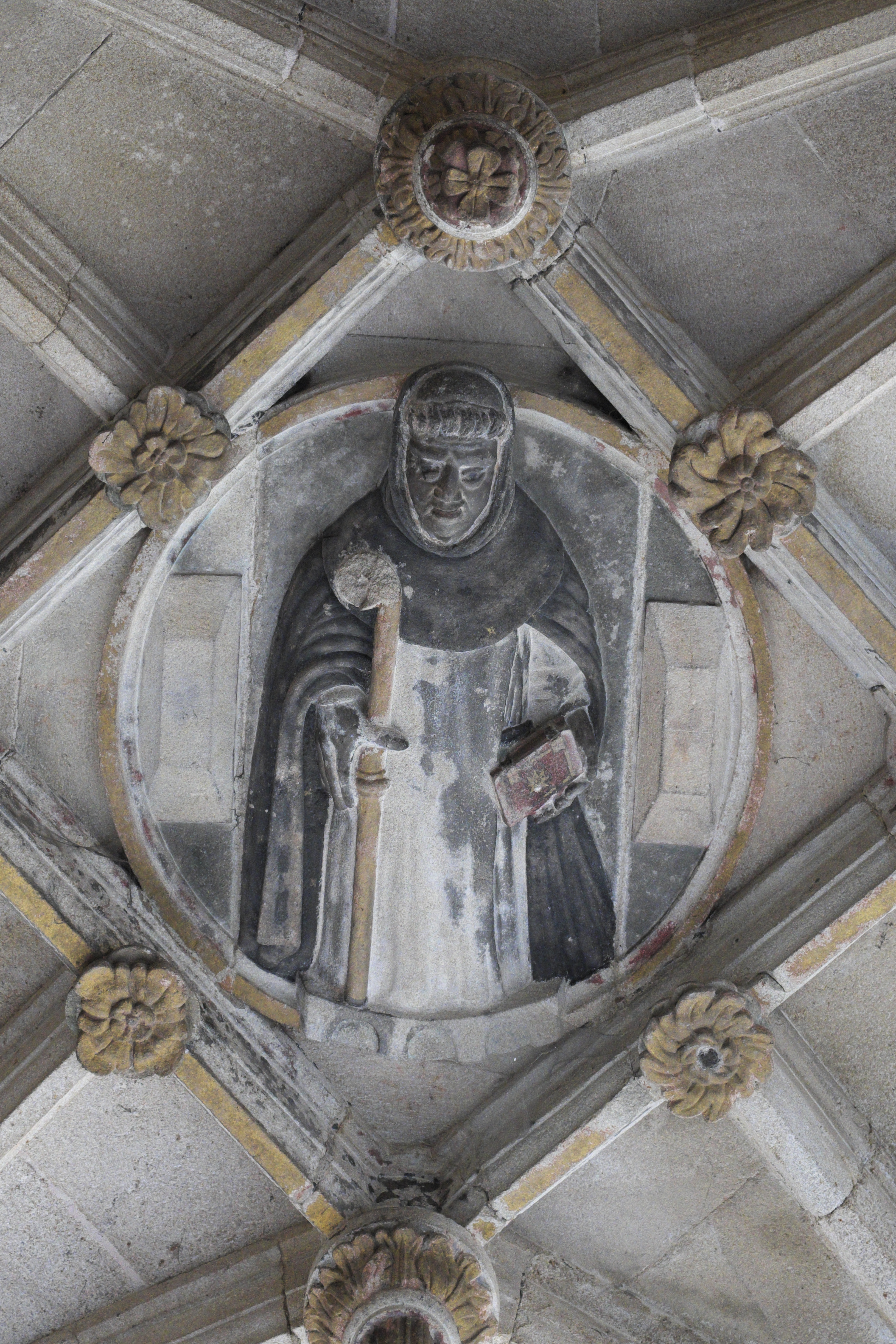
Relief an der Decke des Kreuzgangs